# البطولة الآسيوية للرماية بالبندقية الهوائية 2011
البطولة الآسيوية للرماية بالبندقية الهواء موسم 2011 (بالإنجليزية: 2011 Asian Air Gun Championships) هي بطولة أقيمت بمدينة الكويت في الفترة ما بين 17- 23 أكتوبر 2011.

## ملخص الميداليات

### رجال
| الميدالية                 | الذهبية | الفضية | البرونزية |
| ------------------------- | ------- | ------ | --------- |
| 10 متر سلاح يدوي          | الصين   | الصين  | الهند     |
| 10 متر سلاح يدوي فريق     | الصين   | الهند  | كازاخستان |
| 10 متر بندقية (سلاح)      | الصين   | الهند  | الهند     |
| 10 متر بندقية (سلاح) فريق | الصين   | الهند  | إيران     |

### سيدات
| الميدالية                 | الذهبية | الفضية   | البرونزية      |
| ------------------------- | ------- | -------- | -------------- |
| 10 متر سلاح يدوي          | الصين   | إيران    | تايبيه الصينية |
| 10 متر سلاح يدوي فريق     | الصين   | الهند    | إيران          |
| 10 متر بندقية (سلاح)      | إيران   | الصين    | الصين          |
| 10 متر بندقية (سلاح) فريق | الصين   | سنغافورة | إيران          |

## جدول الميداليات
| الرتبة | الدولة         | الذهبية | القضية | البرونزية | مجموع |
| ------ | -------------- | ------- | ------ | --------- | ----- |
| 1      | الصين          | 7       | 2      | 1         | 10    |
| 2      | إيران          | 1       | 1      | 3         | 5     |
| 3      | الهند          | 0       | 4      | 2         | 6     |
| 4      | سنغافورة       | 0       | 1      | 0         | 1     |
| 5      | تايبيه الصينية | 0       | 0      | 1         | 1     |
| 5      | كازاخستان      | 0       | 0      | 1         | 1     |
| إجمالي | إجمالي         | 8       | 8      | 8         | 24    |

## روابط خارجية
- الموقع الرسمي